# Teatro Principal (Burgos)

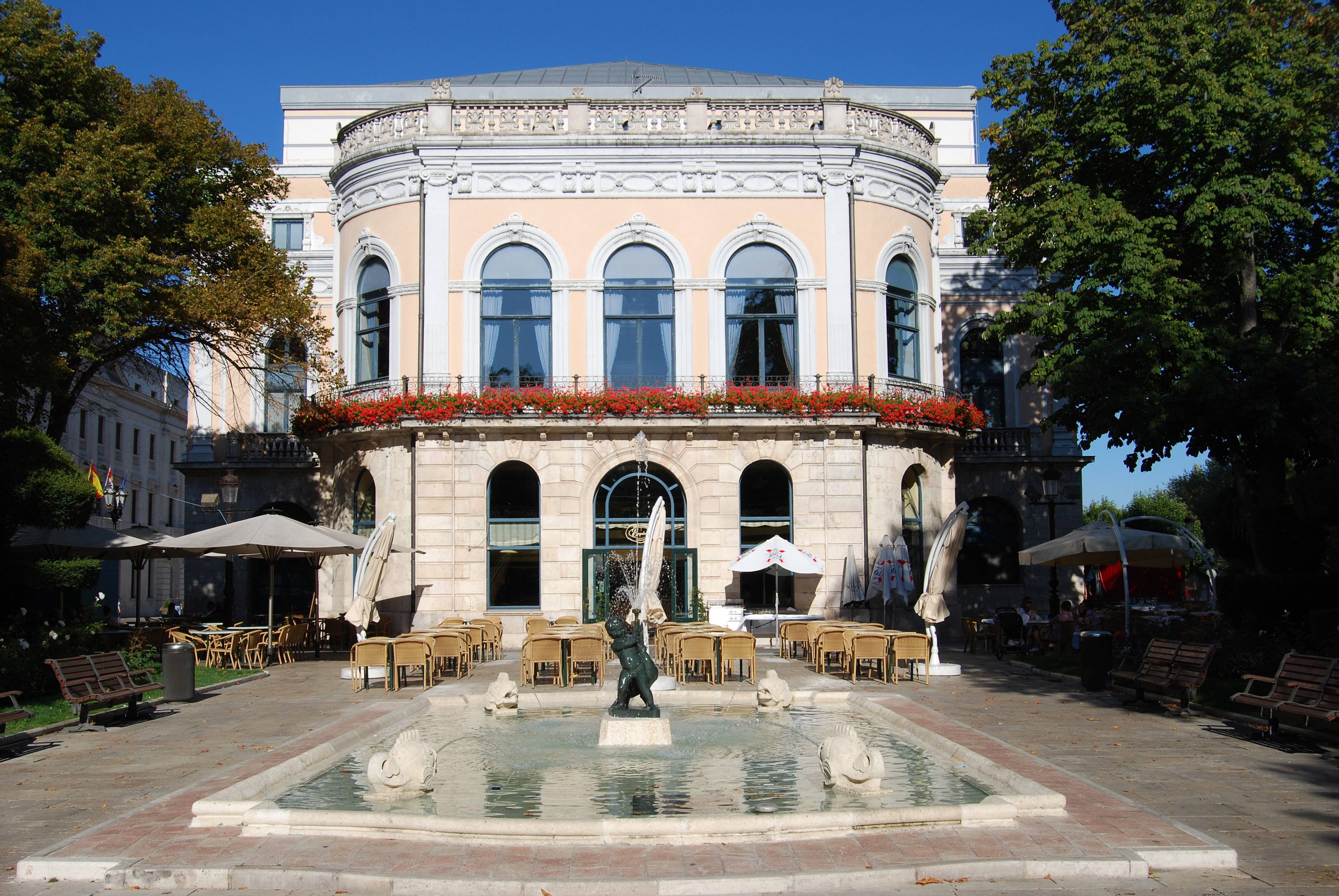
Fachada occidental, con el Polisón. Fuente del Paseo del Espolón.

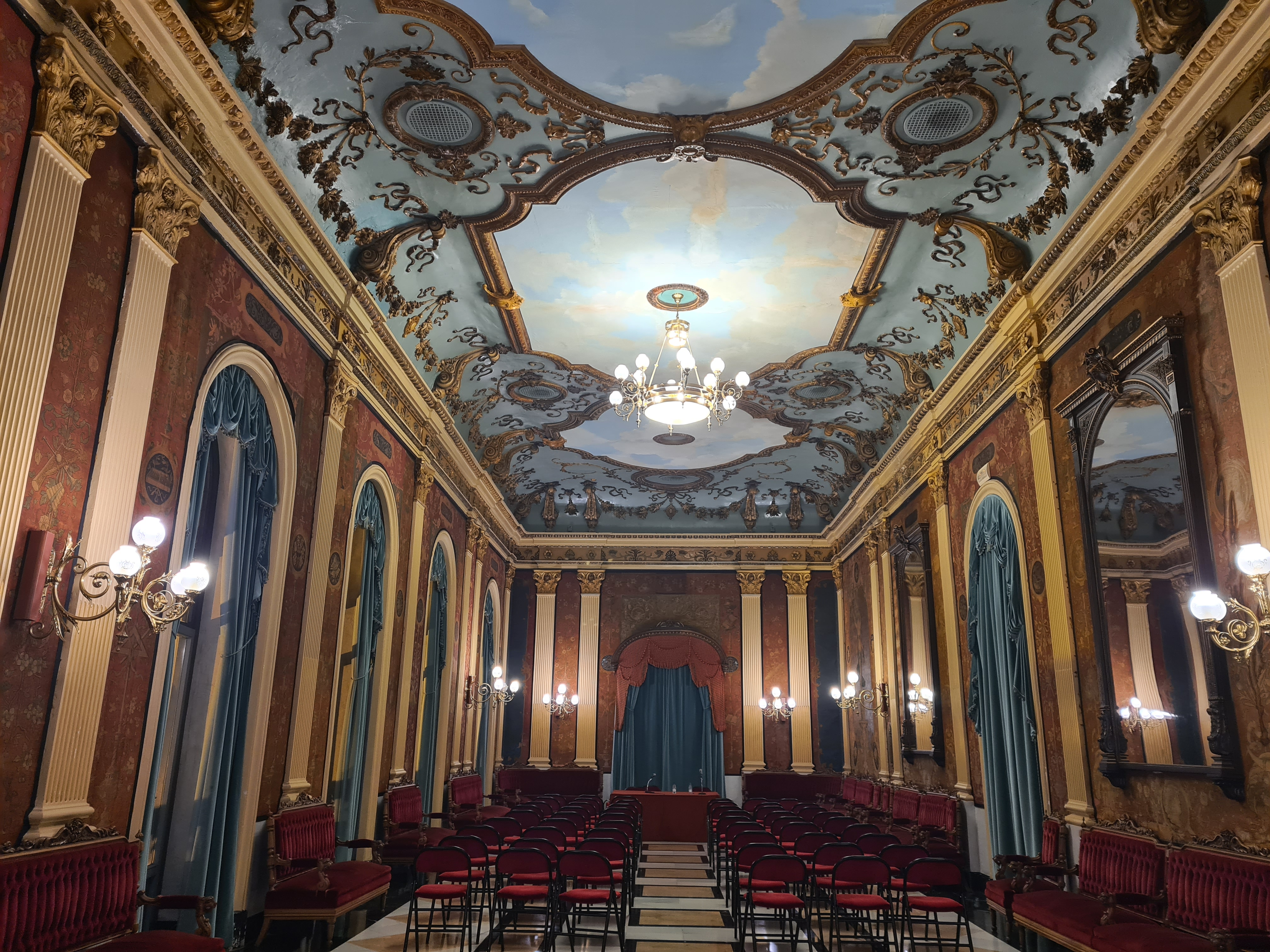
Salón Rojo

El Teatro Principal de Burgos es un edificio de la época isabelina situado al comienzo del Paseo del Espolón, enfrente al palacio de la Diputación Provincial. Se empezó a construir en 1843 por el arquitecto Bernardino Martínez de Velasco, bajo la dirección de Francisco de Angoitia, y fue inaugurado en 1858. Desde su inauguración y hasta 1956 albergó gran número de conciertos y espectáculos. En el mismo edificio se encontraba el llamado Salón de Recreo. Tras la reforma de 1997, realizada bajo la dirección del arquitecto José María Pérez González ('Peridis'), el edificio recuperó su actividad de danza, teatro y música, gestionado por el Instituto Municipal de Cultura del Ayuntamiento de Burgos.
En el mismo edificio hay una biblioteca pública, una sala de exposiciones, dos salas de conferencias (la Sala Polisón y el Salón Rojo, usado este último también para recepciones), oficinas administrativas, la llamada Casa de los Gigantillos (donde se muestran los gigantones y gigantillos que desfilan y bailan en las fiestas de la ciudad) y una cafetería con terraza al Espolón.

## Cronología de los teatros en Burgos
- 1797: Construcción del teatro de la Puebla.

- 1829: Román Varona propone la construcción del nuevo teatro (Rastro-Coliseo) en un sitio céntrico, el 9 de febrero. El arquitecto José Julián Calleja presenta el proyecto del teatro situado al final del Espolón frente a la Cárcel Real.

- 1831: Se detiene el proyecto.

- 1834: El 20 de enero se da una nueva comisión para la construcción del proyecto. El 17 de febrero se aprueba el proyecto.

- 1841: Cayetano Tejados propone la más céntrica calle de Cantarranas como lugar para su edificación.

- 1843: Se nombra director encargado de las obras al arquitecto Francisco Angoitia y tendrá una capacidad para 1200 personas. Un poco más tarde se presenta un proyecto para construir el paseo del Espolón con dos puentes el San Pablo y el de Santa María dejando en el centro del Teatro. El arquitecto fue Bernardino Martínez de Velasco. El 2 de junio se ordena que empiecen todas las obras pero se paran el 19 de julio por falta de fondos. La Real Academia de Bellas Artes de San Fernando vuelve a aprobar el proyecto.

- 1845 - En junio, después de haber paralizado las obras se pide cubrir los arcos del nuevo Teatro para evitar deterioros y que se arrojen inmundicias.
- 1847 - se estaba pensando en el abandono total y se solicita el solar para el mercado de grano.
- 1848 - En marzo la comisión del teatro propone la reforma del Antiguo Teatro de la calle la Puebla.
- 1849 - Se rechaza la reforma del teatro de la Puebla. Se propone que se construya una estatua del Cid en el solar del teatro.
- 1851 - Se vuelve a proponer la construcción del teatro en la cárcel.
- 1852 - Se acepta el proyecto para construir el teatro en la cárcel. El regimiento de Lancerón de Almansa solicita el sitio del teatro para la doma de caballos.
- 1853 - Se da a conocer un nuevo proyecto y el arquitecto es Domingo Aguirre, se propone que el edificio se adopta a “Instituto de Segunda Enseñanza o Palacio de Capitanía General”.
- 1854 - Se subastan las obras al empresario burgalés Francisco Moreno.
- 1856 -  Se adopta el acuerdo de terminar las obras para julio de 1857.
- 1857 -  El 18 de diciembre se procede a la entrega del Teatro al ayuntamiento.
- 1858 -  Las comisiones de Hacienda y de Obrería proponen que el Teatro se inaugure en Pascua de Resurrección. El alcalde, Timoteo Arnaiz propone llamar al teatro, Teatro Príncipe en a Alfonso XII, pero no lo aceptan.
- 1886 -  Se aprueba la construcción del Polisón en la fachada Oeste del edificio, para la sociedad “Salón de Recreo”.
- 1900 -  El edificio aparece con el nombre del Teatro Municipal.
- 1901 - Aparece como Teatro Principal.
- 1943 - Se hace un informe municipal sobre el deterioro del edificio.
- 1945 -  Se aprueba el proyecto de remodelación del Teatro.
- 1946 -  El 28 de agosto se dispone el cierre del Teatro.
- 1966 -  Se convoca un concurso de anteproyectos para sustituir el Teatro.
- 1975 - Se declara el teatro en ruina.
- 1986 -  Se exponen los planos y la maqueta del proyecto de rehabilitación.
- 1995 -  Comienzan las obras de la rehabilitación.
- 1997 -  Después de 51 años sin actividad se reabre el Teatro Principal. El 17 de octubre se abre la Biblioteca del teatro.
- 1999 -  Entrega de la Medalla de Oro del Teatro al maestro Rafael Frühbeck de Burgos.

## Historia

### Antecedentes

#### Corral o Casa de los Niños de la Doctrina
El primer Patio de Comedias que dejó historia en Burgos. Fue una popular institución de caridad, regida por la Corporación Municipal, cuya ubicación resulta complicada de determinar, ya que no existen crónicas de la época. Aún esto, podemos intuir, basándonos en algunos datos, que estuvo situado cerca del Arco de Santa María, hacia el Paseo de los Cubos, en el Oeste de Burgos. Desapareció debido a la pobreza de los siglos XVII y XVIII, cerrándose definitivamente en 1767, tras doscientos años de actividad.

#### El Corralón de las Tahonas
La corporación municipal trato inmediatamente de sustituir al teatro anterior. Por ello se inauguró una segunda casa de comedias en el llamado “Corralón de las Tahonas”, en el barrio de San Esteban. Este desapareció en 1778 como de una Red Célula del Consejo Supremo de Castilla, y como consecuencia de un incendio que destruyó el teatro. Este, El Corralón de las Tahonas estuvo abierto durante 12 años.

#### El Patio de Cantarranas
Cuando desapareció el Patio de Comedias de los Niños de la Doctrina y el de las Tahonas quedó inutilizado, Burgos se quedó sin lugar para realizar obras teatrales. El municipio, estaba preocupado por la carencia artística, solicitó en 1778 al Consejo Real una autorización para hacer una Casa de Comedias en el solar de la "Cárcel Vieja" (actualmente el edificio de la Exma. Diputación Provincial de Burgos) Pasados los años y la licencia ni se concedía ni se denegaba. Ante esta situación la municipalidad tomó la decisión de firmar un convenio entre Felipe Antonio, de Salamanca, y los procuradores mayores (José de Astúlez y Pablo Merino) representando al municipio. En el convenio el marqués de Villacampo cedía su solar de la calle Cantarranas la Mayor (Almirante Bonifaz) durante 9 años para instalar un Patio provisional de Comedias. Este patio recogió representaciones desde 1781 hasta 1786, fecha en la que el Ayuntamiento denegó su concesión debido a su pésimo estado.

#### El teatro de la Puebla
A partir de 1787 Burgos se quedaba sin lugar de esparcimiento. Tras varios años sin teatro y compañías se solicitó el 12 de julio de 1794 el poder invertir en un teatro, pero la propuesta será denegada. Éste, según Pascual Madoz y Sagasti, era muy pequeño. Contaba con tres cuerpos, veinte palcos y 90 lunetas número muy insuficiente pera toda la temporada de invierno. Todos ellos incómodos, con un público cada vez más entendido. Por ello, la ciudad exigió un teatro más acorde con su remozado rostro y se le dotaron de condiciones para el espectáculo, razón por la que en 1772 se habló de instalar el definitivo teatro en la torre de Santa María, que iba a dejar de ser Casa Consistorial al edificarse en la Plaza Mayor. Esta solución no contó con el consenso del Ayuntamiento y se pensó en construir una planta dedicada a teatro, como figura en las actas de fecha treinta de abril de 1772.

### Construcción del teatro

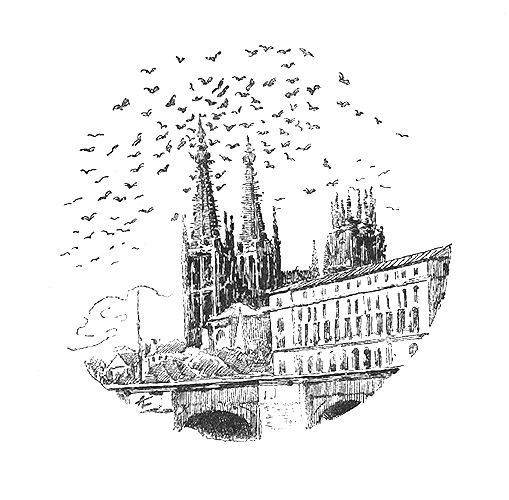
Ilustración Mélida y Lizcano para el episodio nacional Napoleón en Chamartín de Benito Pérez Galdós. Edición La Guirnalda y Episodios Nacionales, 1882. Se puede apreciar una vista del puente de San Pablo, el Teatro Principal y la catedral de Burgos.

El día 4 de agosto de 1843, comenzaron las obras del teatro con el arquitecto Francisco de Angoitia. En el mes de noviembre estaba prácticamente terminada la cimentación del edificio, hubo materiales como la piedra, que se trajeron de la ruina del convento de la Trinidad. El 24 de octubre, el ayuntamiento enviaba el proyecto, para su aprobación a la Academia de Bellas Artes de San Fernando. El presupuesto ascendía a 212.141 reales. La obra se adjudicó a Bonifacio Hernández y su encargado fue Nicolás Sarasúa, que tenía un sueldo de 12 reales diarios. En 1844 se remataba el primer cuerpo. Las relaciones entre Francisco de Angoitia y el Ayuntamiento, llegaron a ser tan intensas que éste renunció al puesto en abril de 1846 siendo sustituido por Bernardino Martínez. Desde mediados del año anterior se para el proyecto, y en agosto de 1846 se cubre el cuerpo construido para evitar su deterioro La comisión de Hacienda proponía ocupar la cárcel ubicada en frente, disponiendo allí el teatro, y derribando el edificio comenzado. Vendieron los materiales y así ayudó La Comisión de Hacienda proponía ocupar la cárcel, que se encontraba ubicada enfrente del actual emplazamiento del teatro, queriendo disponer dicho edificio allí. Para ayudar a financiar el proyecto se derribó la cárcel y se vendieron sus materiales. Para animar a los aún no convencidos, se propuso levantar un monumento al Cid, sobre el solar y se exponía el 1 de enero de 1850. Bernardino Martínez trazó los planos correspondientes a la reforma de la prisión en el teatro. Como no se encontraban compradores, ya que el precio ascendía a 387.781 reales, se tuvieron que dejar las obras.
Aparte de esto, había otros intereses de los propietarios de viviendas en el Paseo del Espolón que querían la construcción del Coliseo y revalorizar el alquiler de sus propiedades. Por otro lado, también estaban las intenciones del estamento militar para conseguir que el Ayuntamiento les construyera un Palacio de Capitanía. Por todo esto, se quiso volver a reformar el viejo Teatro de la calle de La Puebla. Las obras permanecieron paradas nueve años. En abril de 1854 el alcalde Timoteo Arnaiz acuerda terminar el teatro. En este lapso de tiempo, el 15 de abril de 1853, había fallecido Bernardino Martínez, cubriéndose la vacante por Severiano Cecilia hasta el mes de octubre, en el que se concedió la plaza a Luís Villanueva Arribas que dirigió las obras hasta su finalización en el año 1858. A finales de septiembre de 1854 se aceptaba el presupuesto estimado en 553.473 reales. Las obras se subastaron y se adjudicaron a Francisco Moreno, vecino de Burgos. Se comprometió a terminar las obras el 1 de octubre de 1856. Hubo dificultades para pagar todos lo costes, por lo que en septiembre de 1856 se volvieron a realizar las obras.
El teatro fue entregado el 18 de diciembre de 1857.
En el teatro también se realizaron obras con el fin de realzar el edificio: se arregló la muralla, situada entre el puente de San Pablo y el teatro; se hizo una plazuela en la fachada oeste mirando al Espolón, etc. Gregorio Moneo realizó las butacas, sillas y sillones de los palcos. Julián Ruiz pintó el escudo de la ciudad para el antepecho del palco del Ayuntamiento. Leoncio García construía el arco del proscenio. El primer cuerpo levantado en piedra termina en una airosa cornisa de gusto Italiano. Sobre él se levantó un segundo cuerpo construido en ladrillo con su fachadas pintadas en un intento de reducir los costes aunque siguiendo las líneas generales de la construcción, que se había diseñado en piedra. De la misma manera se diseñó la fachada oeste como la principal sustituida en 1866 por el Polisón. 
En los salones laterales se abre una doble hilera de ventanas recargadas con sencillos adornos excepto en los ángulos en los que se encuentran grandes ventanales. En el cuerpo superior se sucede una línea de ventanucos simétricos renacentistas. Se adorna el edificio con una típica decoración isabelina en la que utilizan guirnaldas y adornos varios para otorgarla una cierta elegancia. Pasada la puerta principal se accede a un amplio vestíbulo decorado en 1914 por la talla de Miguel Tárrega. La sala del teatro presentaba una ambientación característica de los teatros decimonónicos, con planta de herradura sobre la que se abrirían distintos pisos apoyados sobre dos esbeltas columnas de hierro. Éste, empapelado con rojo carmesí sobre el que resaltaba el color crema y los dorados de los antepechos de los palcos. Con capacidad de 1200 espectadores. En el último piso los antepechos de los palcos fueron sustituidos por una barandilla corrida de hierro. Los precios de las localidades varían según la clase de espectáculos. Ha sido honrado este teatro por los mejores artistas españoles y extranjeros.
En el antepecho del palco del Ayuntamiento situado en el piso principal, lucía el escudo de la ciudad pintado por Julián Ruiz, entre dos escudos laterales con sendos castillos torreados.
El techo de la sala se decoró años más tarde con una pintura alegórica del Parnaso y cuatro medallones a su alrededor. Siete arañas faroles de cristal y numerosos quinqués de candilejas de aceite y velas alumbraban el interior del teatro produciendo una luz insuficiente, lamentada ya a los pocos días de la inauguración. En los años 1861 o 1862 se cambió la lámpara central por otra más elegante encargada en París. En 1884 fue donada por el Ayuntamiento a la Catedral debido a su excesivo peso.
El escenario, muy profundo, tenía una embocadura de 9,50 por 10 metros y estaba cubierto con un elegante telón. En él se encontraba la maquinaria escénica, según los avances de la época. Alrededor de la sala del teatro, habrá algunas habitaciones, escuelas, un café (en la parte baja) y varios locales comerciales.
Más tarde se realizaron reformas como la fachada del Salón de Recreo, grabada en madera, diseñada por Saturnino Martínez Ruiz.

### Inauguración
A principios de febrero el alcalde Timoteo Arnaiz propone “Teatro Principal” como nuevo nombre del edificio. “Oportuno manifestar el jubilo de la corporación- por el nacimiento del Serenísimo Príncipe de Asturias igualmente que pueda su profunda gratitud de su majestad por la tierra prometida de dispensar a esta ciudad su visita dedicando el teatro que se estaba construyendo al infante” -declaraba el alcalde en su propuesta-.
Esta idea fue rechazada por lo que el Teatro se conoció durante muchos años como “Teatro nuevo”, “Teatro Municipal” o “Coliseo” no conociéndose con el nombre que obtiene actualmente hasta los primeros años del siglo XX. A principios de 1858 las obras iban muy aventajadas por lo que se pretendía a la corporación que se inaugurara el teatro. Eusebio Lucini se comprometía a decorar el escenario para esa fecha. A finales de febrero cuando estaba prevista su entrega para el día 28 de este mes el teatro estaba prácticamente terminado. El edificio se abrió con un baile de máscaras en el Salón de Oriente (Ahora Salón Rojo) especialmente decorado para esta ocasión.
El primer contrato de arrendamiento fue con la sociedad Villalobo Icia. El día 2 de abril se recibían las declaraciones de Eusebio Lucini el cual fue bien recompensado. En el Domingo de Resurrección el 4 de abril de 1858 llegó el deseado día de la inauguración que fue celebrado a lo grande con especial iluminación y la asistencia de lo más selecto de la sociedad burgalesa. El teatro se inauguró según Teófilo López Mata cronista de “Ciudad y Provincia” con la obra “El estreno de un artista”. La obra se mantuvo tres días y en ella colaboraron músicos de los mejores sitios.

### Reapertura

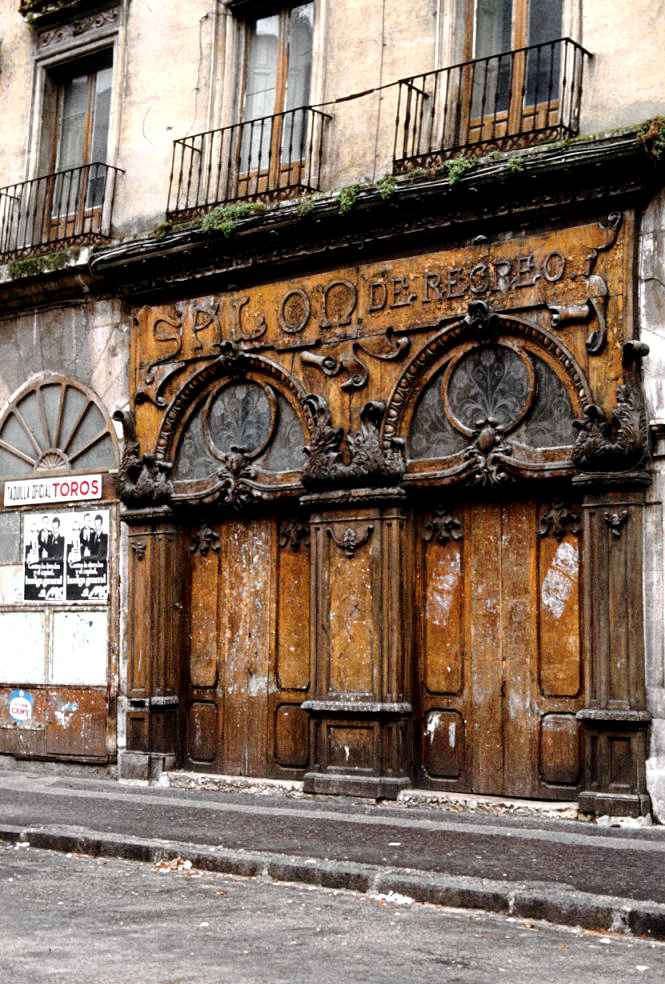
Imagen de la puerta modernista del Salón de Recreo en 1979, antes de la restauración del teatro, ejemplo del deterioro en el que se encontraba el inmueble.

Se volvió a abrir el 7 de julio de 1997, se celebró la ofrenda de flores típica de aquellas fechas bajo fuerte aguacero. Faltaban todavía algunos detalles como la pavimentación, las vallas, limpieza... Pues volvía a abrir sus puertas al público después de 49 días de obras y 51 años de cierre y abandono.
La infanta Cristina de Borbón, asistió al concierto inaugural de reapertura en el que participó la Orquesta Sinfónica de Madrid, el Orfeón Donostiarra y voces solistas que interpretaron la Sinfonía Coral de Beethoven. Se descubrió la placa conmemorativa de la reapertura con este texto: Su Alteza Real la Infanta Doña Cristina inauguró el restaurado teatro Principal de Burgos. 7 de julio de 1997. Una vez situado el público en sus butacas sonó el himno nacional bajo la batuta de Frühbeck. Tras esto la infanta pasó al Salón Rojo, donde el alcalde Valentín Niño Aragón le hizo la entrega de la primera medalla de oro del Teatro Principal.
La Jornada Inaugural terminó con una sesión de fuegos artificiales de la pirotecnia Burnchú de Godella (Valencia).

### Modelo de gestión
Se decidió que la gestión del edificio se hiciera directamente desde la concejalía de Cultura, después de que el secretario general del Ayuntamiento, Juan Antonio Torres Limorte, elaborara un informe en el que se inclinaba por una figura jurídica de un organismo autónomo de carácter administrativo. Tras aceptar este informe, se encargó la redacción de los estatutos aprobados el 7 de marzo de 1997. Se abrió un periodo de alegaciones presentadas por la directora del archivo municipal, Milagro Moratinos Palomero. Una vez resueltas estas alegaciones fueron publicados definitivamente los estatutos el 30 de junio de 1997 en el Boletín Oficial de la Provincia. Desde ese momento, el departamento Municipal de Cultura pasó a tener una plantilla menos exigua, para ello, aparte del presidente y del alcalde apareció también la figura del gerente que coordinaba y dirigía al personal municipal y a las empresas de servicio que trabajaban para el IMC. La organización administrativa prevista al comienzo, en 1998, tardó unos años en completarse; sucedió en 2003.

## El edificio

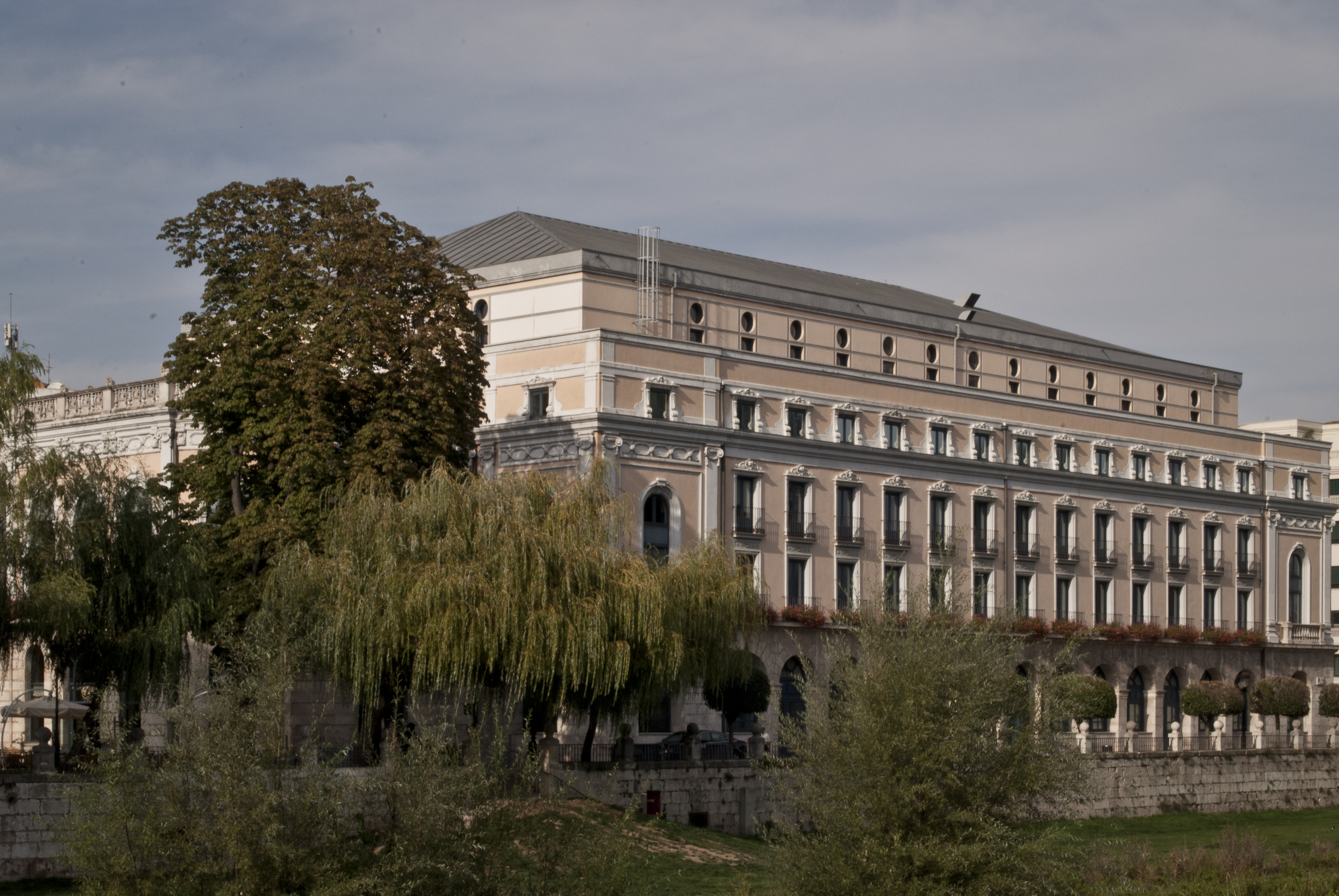
Vista de la fachada meridional del teatro, junto al río Arlanzón.

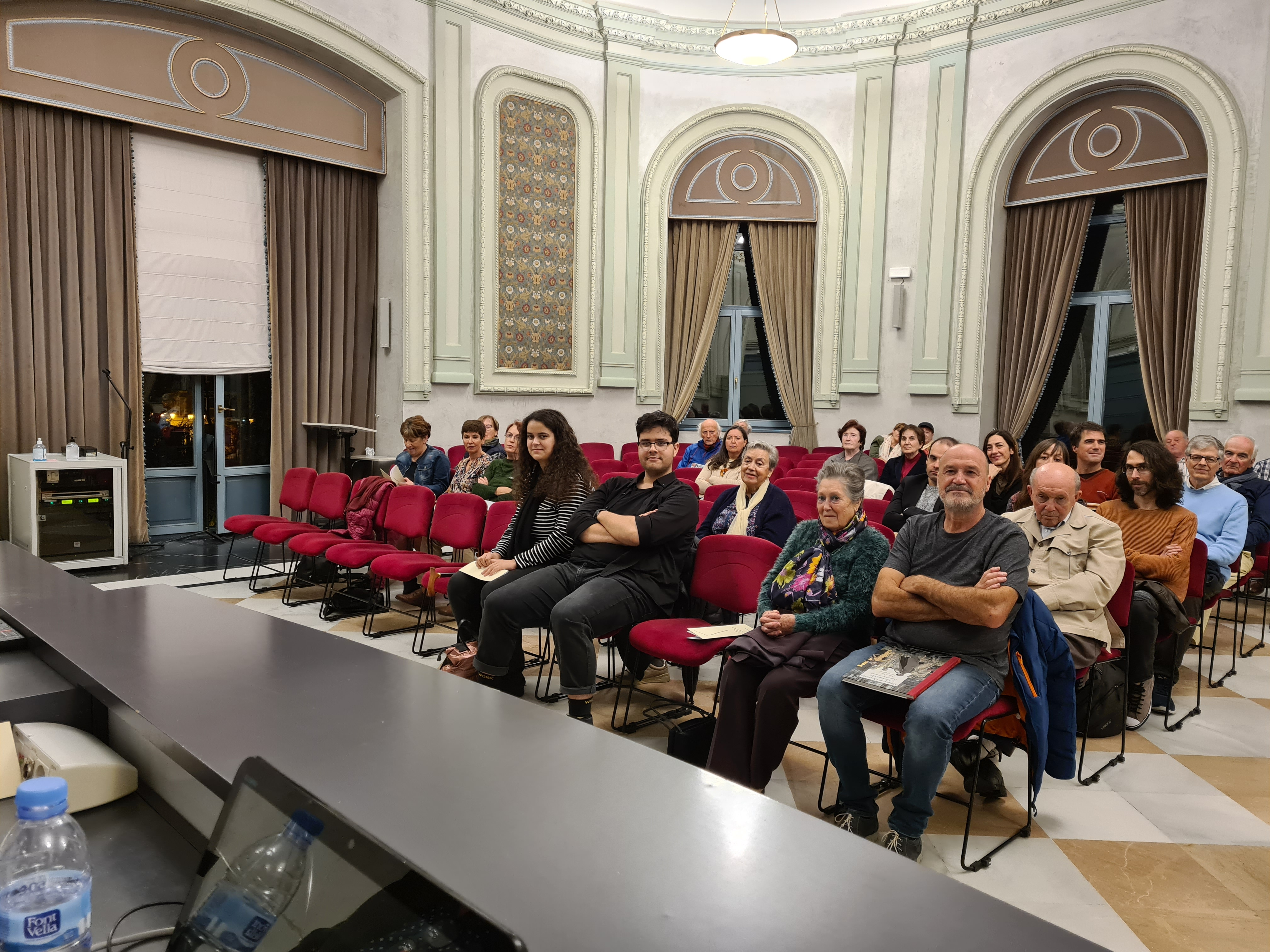
Sala Polisón

Francisco de Angoitia acogió el proyecto original del teatro abona la tradición clasicista más acorde con lo que luego se llamará Arquitectura Isabelina. Contaba con una planta rectangular con su fachada principal abierta a la plaza de San Pablo y laterales del río Arlanzón y el Espolón, todas ellas porticadas. La figura que he adoptado para la planta es de las más recomendadas, de las que mejor se prestan a la decoración y por la que los medios visuales de los espectadores se dirige más perpendicularmente al punto de vista de la decoración escénica. Los palcos están a vuelo si más divisiones que las necesarias para marcar el terreno que a cada uno le corresponde. Este parecer expuesto por Angoitia en el informe enviado a la Real Academia de San Fernando muestra el gusto académico por la planta a la italiana y por la opción francesa de los palcos.
La fachada oeste fue diseñada en un principio ya que se pretendía continuar la edificación a lo largo de Espolón que al final se suspendió el proyecto. El arriendo solo duró desde el 4 de abril hasta el 4 de agosto de aquel año, cediendo el arriendo a José Rapullés quien se comprometió a explotar la sala durante la temporada de 1958 a 1959. A este tampoco le fueron bien las cosas y solicitó al concejo una rebaja en el precio del alquiler lo cual fue denegado pasando el teatro a Bernardo Llorens a quien le sucedió lo mismo y Esteban López se hizo por fin continuador del contrato. En septiembre aparece un nuevo arrendatario Leonardo Pastor, tampoco acabaría la temporada pues cedió la concesión a Juan de Dios y Lirón y José Mata, es decir, siete arrendatarios en un año. Leonardo Pastor volvió a arrendar el teatro durante catorce exitosas temporadas. A principio del siglo XX, ante las críticas del ayuntamiento, decidió cambiar el sistema de alquiler a un precio de 2750 pesetas anuales.

### Otros usos del inmueble

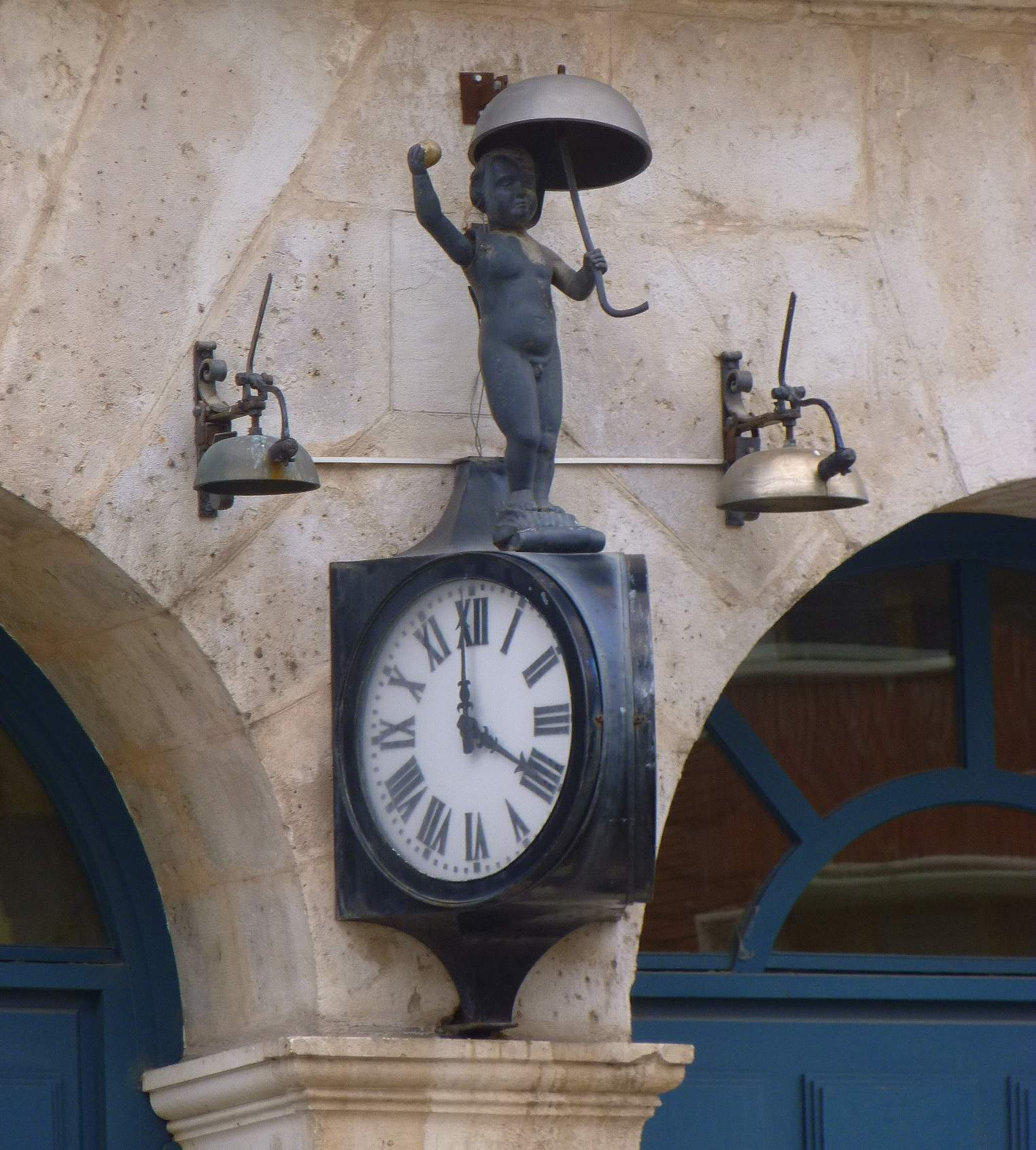
El Morito, reloj del comercio de Manuel Villanueva, situado en los bajos del teatro. Este reloj se convirtió en un punto tradicional de cita de los burgaleses.

Aparte del teatro y otras pocas estancias dependientes del mismo, el resto del edificio que enseguida arrendado a personas y entidades privadas, así ayudaría a obtener beneficios externos. La primera fecha de un arriendo nos lleva a la temprana fecha de febrero de 1858 terminado el edificio antes de su inauguración fue arrendado por Julián Martínez por 600 reales para celebrar una fiesta de carnaval de aquel año. En la parte de los arcos que da al paseo del Espolón se instalaron algunas tiendas sofisticadas y elegantes. En 1887 Manuel Villanueva del Cerro, relojero constructor, solicitaba al ayuntamiento la autorización para colocar un reloj de figura con dos esferas en el exterior de su tienda. Este sería el famoso Morito, punto de encuentro y cita obligatoria de varias generaciones de burgaleses. En 1929, Mata Villanueva solicitó la instalación de una estación transmisora de telefonía Radio Castilla Burgos. Diversos organismos oficiales tuvieron en el teatro su sede. Entre los primeros figura la Comisión Provincial de Estadística, el Cuerpo de la Guardia Municipal, Delegación Provincial de Sindicatos, Casa de Socorro o La Oficina de Información y Turismo. Durante la Guerra Civil se instalaron las salas del Salón de Recreo, las oficinas de algunos de ministros del general Franco. También albergó numerosas manifestaciones artísticas y culturales y en la parte de abajo se abrió una biblioteca.

## Gestión del teatro
Ya inaugurado el teatro (1858) se tuvo que hacer frente a la gestión del nuevo inmueble, atendiendo a las necesidades manifestadas. Se acordó nombrar una comisión interventora, para hacerse cargo de la administración del teatro. Esta tarea se asignó a los mayores accionistas (Policarpo Casado, Quiliano Lorena y Juan Sáiz Madrigal). Más tarde se decidió que la administración del teatro la llevase la Comisión Municipal de Hacienda, junto con las personas antes citadas. Esta decisión se mantuvo hasta 1889, que el alcalde nombró depositario a Juan Antonio Cortés, que se hizo cargo de la administración sin ninguna ayuda. Una de las primeras actuaciones del Ayuntamiento fue la de crear un reglamento. En él se recogía en cuatro capítulos todo lo referente al personal del servicio de sala, funciones, orden del temario, relaciones con otras empresas, medidas de seguridad... En este reglamento se mostraban cómo estaban divididas las localidades.
- Planta baja: Palcos de platea, plateas de proscenio, butacas de platea, delantera y asientos de galería baja.
- Piso de entresuelo: Palcos bajos, palcos bajos de proscenio, butacas de palco.
- Piso principal: Presidencia, palcos de orden, palcos principales, palcos principales de proscenio.
- Piso segundo: Palcos segundos, delanteras de anfiteatro y asientos de anfiteatro.
- Piso tercero: delantera de galería alta y asientos de galería alta.

Aunque este reglamento decía que el acceso de los espectadores a la sala debían controlarlo los “recibidores de billetes”, el Ayuntamiento nombró a un “interventor de puerta y despacho de billetes” ya que el número de espectadores en algunas funciones era mayor que las localidades del teatro, ya que era habitual “colarse en la función” El servicio del teatro estaba compuesto por un conserje, taquillero, acomodadores, inspector y colador de cajas, encargado del almacén, servicio de guardarropa, tramoyista, peluquero, barrenderas, avisador, y electricista. El salario de estos trabajadores era satisfecho por empresas arrendatarias. El puesto más demandado fue el de conserje. El auténtico dueño del Teatro Principal, que era elegido a concurso y gozaba de vivienda en el último piso. El primer conserje cobraba ocho reales diarios y éste, junto con los acomodadores, vestía uniforme. En enero de 1903, el banquete anual de los empleados, al que acudieron cuarenta y ocho comensales, entre los que se encontraban algunos representantes de la empresa arrendataria. El Ayuntamiento, a través de su Comisión del Teatro, aprobaba la lista de compañías, fijaba precios y el número de funciones. Al principio había tres temporadas (septiembre-carnaval, Pascua-junio, y verano). Después se añadió temporadas de ferias de San Pedro y Navidad. Tras numerosos concesionarios, durante el siglo XIX y a principios del siglo XX, hubo quejas y malestar con críticas al Ayuntamiento, que no comenzaron con buen pie. José María Villalobo, Frutos Boigas, y Feliciano de la Fuente arrendaban la temporada inaugural. María Cruz Ebro afirma en su libro que Burgos fue la primera ciudad española que tuvo cinematógrafo. Las primeras exhibiciones cinematográficas las hicieron los españoles Jimeno. Las primeras sesiones cinematográficas se llamaban cosmogramas (antecedente del cine). Aparecieron en el Teatro en el año 1870. Estas sesiones al principio se ofrecían en el Salón de la galería Este del Teatro. Los primeros empresarios cinematográficos que encontramos son Santiago Bolque y Buenaventura Martín. El cinematógrafo de Farrusini llegaba a Burgos en noviembre de 1902, ofreciendo entre otros títulos “Sansón y Dalila”. También tuvo mucho éxito en estas fechas la película de Alí Babá.
En 1904 llegó Gaumond con Robinsón Crusoe. En 1932 se instaló el cine sonoro, que se inauguró con la película “Al Este” de Bormeo, hablada en castellano. En 1933 se constituyó el primer cine-club burgalés. El 15 de agosto de 1946, el diario de Burgos, anunciaba las últimas proyecciones de cine en el Principal. Se volvió a abrir el 7 de julio de 1997. se celebró la ofrenda de flores típica de aquellas fechas, bojo un fuerte aguacero. Una semana antes la Guardia Civil liberó a José Antonio Ortega Lara, Aquel 7 de julio el Teatro Principal estaba ajetreado. Faltaban todavía algunos detalles como la pavimentación, las vallas, limpieza... Pues volvía a abrir sus puertas al público después de dos años y cuarenta y nueve días de obras y cincuenta y un años de cierre y abandono. Su Alteza Real la Infanta Doña Cristina, asistió al concierto inaugural de reapertura, en el participaba La Orquesta Sinfónica de Madrid, el Orfeón Donostiarra y prestigiosas voces solistas internacionales que iban a interpretar “La Novena Sinfonía Coral en Re menor, op. 125 de Ludwig van Beethoven” Pese a esto, la preparación de los actos inaugurales, desde los puntos de vista políticos y técnicos, comenzó meses antes.

## Programación del teatro

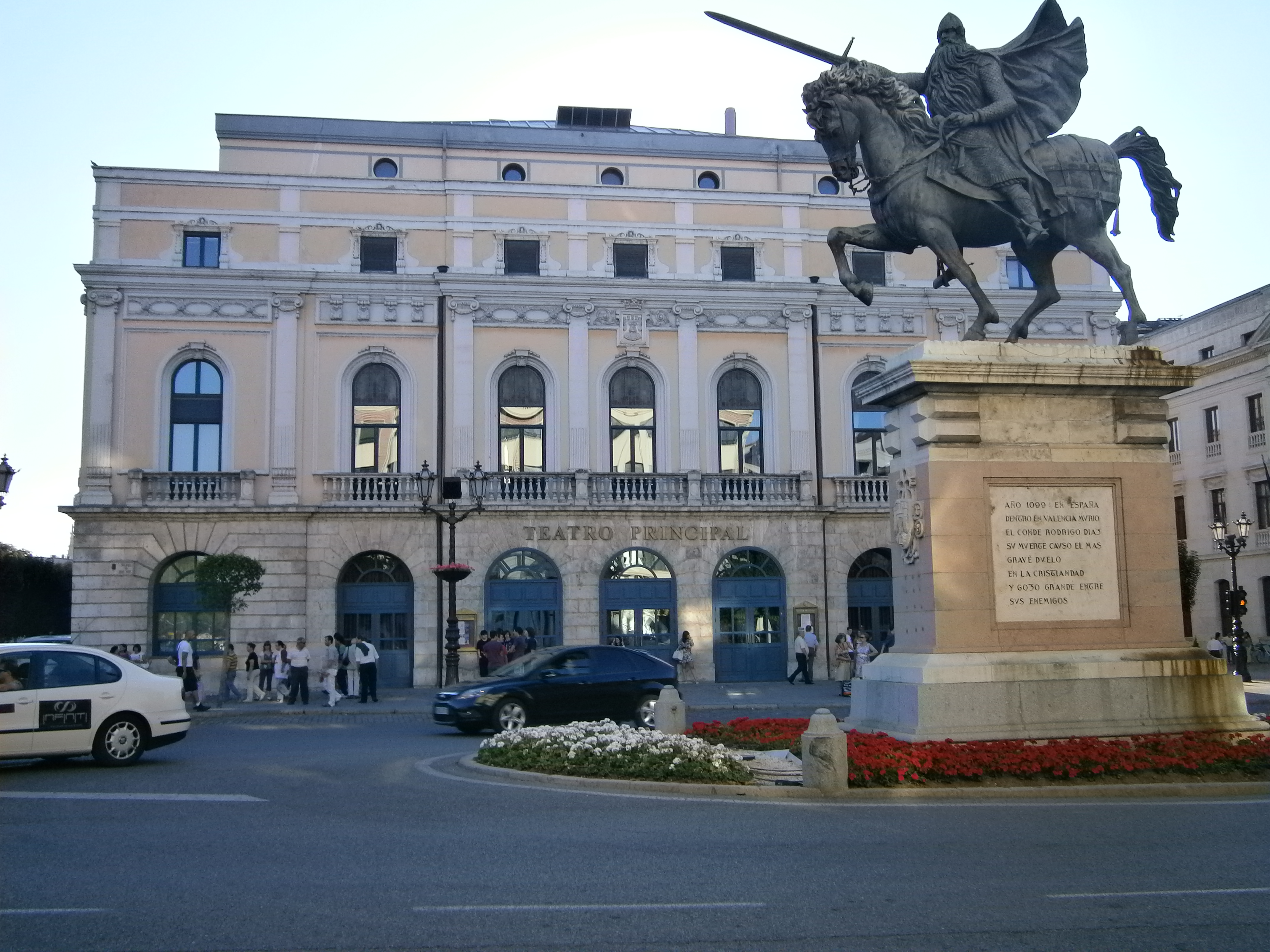
Vista de la fachada principal del Teatro. Frente a él, la estatua ecuestre del Cid Campeador, obra de Juan Cristóbal.

En el otoño siguiente a la reapertura, el teatrotuvo una programación regular durante todos los meses excepto en agosto. En los últimos diez años[¿cuándo?] se han realizado más de 1300 funciones divididas en teatro, danza y música. De estas funciones un 30% han sido funciones de teatro para adultos, un 12 % de teatro infantil, un 9% de danza y un 20% de música clásica, un 18% de otros tipos de música, un 5% de espectáculos musicales del tipo zarzuelas, óperas etc. y el 6 restante es otro tipo de espectáculos. 
Por el Teatro han pasado desde unidades de producción del Ministerio de Cultura hasta propuestas más modestas, pero siempre atendiendo a todo tipo de público. El Teatro ha visto estrenos de diferentes espectáculos como por ejemplo Don Juan Tenorio de José Zorrilla. También se han representado obras como La vida es sueño de Calderón de la Barca, El canto del cisne de Chéjov, Cóctel de risa (1997), La risa de Atapuerca (2000), Ya basta (2002), Con la música a otra parte (2003), Club 22 (2001), Un mundo de colores (2002), La vía láctea (2002) etc. Han pisado el escenario actores como Ángel Fernández, Lolita Flores, Carmen de la Maza, Paco Rabal, Carmen Machi etc. 

### Danza
Los espectadores han podido ver desde el ballet clásico hasta la danza española y flamenca, de la tradicional a la moderna y la neoclásica y así se ha podido ver a las dos unidades del Ministerio de Cultura: El Ballet Nacional de España y La Compañía Nacional de Danza. Uno de los ballets clásicos más importantes que han pasado por el teatro es el Ballet Imperial Ruso con la bailarina Maya Plitsetkaya. Como representación española destaca el Ballet de la Comunidad de Madrid dirigido por Víctor Ullate. En el ámbito del baile español y flamenco han pasado la Compañía Andaluza de Aanza, la compañía de Antonio Márquez, la compañía de Cristina Hoyos, etc. 

### Espectáculos musicales
En estos últimos diez años los amantes de la ópera han podido disfrutar del repertorio operístico de producciones ajustadas a las dimensiones del escenario, pero no menguadas de calidad artística en su interpretación musical y escénica. Los burgaleses han podido escuchar las notas musicales de obras tan conocidas como "El barbero de Sevilla” de Rossini, “Madama Butterfly” y “Tosca” de Puccini etc. A las que hay que sumar “Cosí fan Tutte” de Mozart, programado por la Universidad de Burgos en 2004. También habría que mencionar algunas escenas de la ópera “Lázaro” de Cristóbal Halffter. Los más reconocidos títulos de zarzuela han subido a las tablas del Teatro Principal, como “La rosa del azafrán” y “El huésped del sevillano” de Guerrero, “La verbena de la Paloma” de Bretón... Se han hecho 6 o 7 funciones de cada una de las grandes producciones que se han programado “Cabaret”, que en febrero de 2007 consiguió sobrepasar la cifra de 5000 espectadores fue todo un récord de asistencia para el Teatro Principal. Cabe mencionar la obra “Luces y sombras del tiempo de Isabel I de Castilla a través de las crónicas el teatro y la música”, en noviembre de 2004 con motivo del V centenario de la muerte de Isabel la Católica. El público infantil también ha sido protagonista de este tipo de espectáculos (con la Fundación La Caixa): “La pequeña flauta mágica” de Mozart, “El Superbarbero de Sevilla” de Rossini, a los que hay que sumar “Bastián y Bastiana” de Mozart o “Descubriendo la ópera” de Rossini, Donizetti, Arrieta, Bizet, Verdi y otros. También hay que señalar que en abril del 2000 la Compañía Inchicos estrenó en Burgos el musical para niños Robin Hood, protagonizado por el actor Micky Molina. MÚSICA Innumerables han sido las propuestas musicales, desde la música Antigua y Clásica a la música tradicional pasando por el jazz, el rock, el pop, el flamenco... Que pusieron la presencia sobre el escenario del Teatro Principal de importantes artistas de reconocido prestigio internacional, al lado de artistas de nuestra región y provincia. Dignos son de reseñar dos acontecimientos que colgaron el cartel de “agotadas las localidades”: el recital del tenor de José Carreras en 2002 y el de la soprano Ainhoa Arteta en 2003. En el campo de las músicas más actuales hay un listado extenso del que destacamos a Javier Vargas, La Fuga, Café Quijano, Ojos de Brujo... La música flamenca también ha tenido su hueco con Vicente Amigo, Tomatito, Cheno Lobato, Chato de la Isla, Estrella Morente y José Mercé, entre otros.

### Estío Musical Burgalés
Es un festival de música “Culta” que viene realizándose desde el año 2000, con la dirección artística del maestro Frühbeck de Burgos. Las dos primeras ediciones se celebraron el los meses de julio y agosto y las tres siguientes entre agosto y septiembre, desde 2005, poco antes de la entrada del otoño. Por este festival han pasado orquestas sinfónicas muy reconocidas, como la Orquesta Clásica de Madrid, la Orquesta Sinfónica de Bilbao, la Orquesta Sinfónica de Burgos etc. También pasaron prestigiosas agrupaciones corales, como el Coro Nacional de España, la Sociedad Coral de Bilbao y el Coro Ars Nova. Esto se completa con ilustres solistas: Teresa Berganza (mezzosoprano), José María Gallardo (guitarra), María Orán (soprano), Víctor Martín (violín), Michael Lang (fagot), Carlos Prieto (violonchelo)... Una de las características de este Festival es que siempre se ha querido prestar atención a los compositores burgaleses. En la primera edición de 2000 sonaron por primera vez las piezas “Tempus Fugit” de Alejandro Yagüe y “Sonata Atlántica” de Tomás Marco, también se interpretaron cuatro canciones de Carmelo Alonso Bernaola, Antón García Abril, Claudio Prieto y Alejandro Yagüe. En 2001 se estrenó mundialmente “Concertino” de Luís de Pablo y en España “Pájaros Crepusculares para Violín y Orquesta de Cuerda” de Tomás Marco.

### Festival Escena Abierta
Este Festival se celebra durante diez días en el mes de enero desde el año 2000. El objetivo de este Festival es presentar espectáculos de ultimísimas tendencias escénicas. Una de las sedes principales de esta cita aparte del Teatro Principal es le Teatro Clunia, el Centro de Arte de Caja de Burgos, el Centro de creación artística la Parrala, el Espacio Tangente y en ocasiones la calle. En las ediciones realizadas hasta 2008 han pasado por las tablas del Teatro Principal muchas prestigiosas compañías Internacionales que están en este camino de la investigación en nuevos lenguajes escénicos. Por ejemplo la Compañía Húngara Mago Haz Tarsulas con “The cherry Orchad”. En 2004, la Compañía Belga Mossoux-Bonté presentó el espectáculo “Light”. Dentro del Festival también han pasado las Compañías Españolas Sémola Teatro, Solpicó, Carles Santos, Tabú Tabú Teatroa etc.

### Orquesta Sinfónica de Burgos
Surge en el verano de 2005. Su plantilla ha crecido en estos años y ahora aproximadamente cuenta con 45 músicos. El concierto inaugural tuvo lugar el 1 de noviembre de 2005. Los compositores del clasicismo (Mozart, Haydn y Beethoven) fueron los pilares fundamentales de su repertorio en su primer ciclo de conciertos. Más tarde éste repertorio se abrió a compositores románticos y del siglo XX. A la Orquesta Sinfónica de Burgos se le ha correspondido el honor de protagonizar la “Gran Lírica”, con la que se ha celebrado el X aniversario de la reapertura del Teatro Principal, en julio de 2007.

### Festival Internacional de Títeres Titirimundi
El Teatro se ha convertido en una de las sedes de éste festival. En el año 2000 se presentó la compañía inglesa Norwich Puppet Theatre con “Blancanieves y los Siete Enanitos” y la australiana Richard Bradshaw con “Richard Bradshaw and Shadows Puppets” En 2004 también destacaron dos espectáculos, “La Gran Guerra “ de los holandeses Hotel Modern y “Fantasía Folclórica” de una compañía búlgara que ya había asistido el año anterior. 

### Noches flamencas
Este ciclo de noches flamencas se celebra en la Sala Polisón del Teatro Principal desde 2003, entre los meses de enero a marzo. Se trata de un conjunto de conciertos de cante flamenco, acompañados de toque de guitarra y de percusión, compás e incluso de baile. Uno de los artistas que han pasado son: “El Torta de Jerez”, “Duquende”, “La Mecanita”, “Niño de Pura”, Víctor Monje Serranito, Arcángel... También han aparecido jóvenes como Rocío Segura, Antonio Vélez Pitingo (acompañado al toque por Antonio Carmona), Carmen Linares (en imagen), etc.

### Certamen Internacional de Coreografía en Danza Moderna "Nueva York-Burgos
El certamen fue creado en 2002 por la coreógrafa estadounidense de origen japonés Kazuko Yrabayashi, junto al bailarín y coreógrafo burgalés Alberto Estébaneza.

### Redes teatrales
Desde su reapertura el teatro principal entró a formar parte de la red de teatros de Castilla y León. Para entrar a formar parte de esta organización debían cumplir unos requisitos mínimos de índole técnica. Dicha red estaba regulada por una orden de consejería de cultura y turismo del gobierno regional, dictada el 15 de abril de 1994 y que ha sido reformada por otra orden de la misma consejería el 26 de mayo de 2005. Desde el primer momento este teatro ha tomado parte las programaciones semestrales de espectáculo siendo uno de los teatros más culturales sin ánimo de lucro en convenio de colaboración con el instituto nacional de las artes escénicas y de la música (INAEM) del ministerio de cultura. En la actualidad esta red tiene más de 100 asociados en toda España entre teatros auditorios o redes regionales. El teatro, como miembro de esta red participa en la creación y formación de públicos en el ámbito de artes escénicas y musicales en España.

## Lecturas Literarias en recuerdo de Jorge Villalmanzo

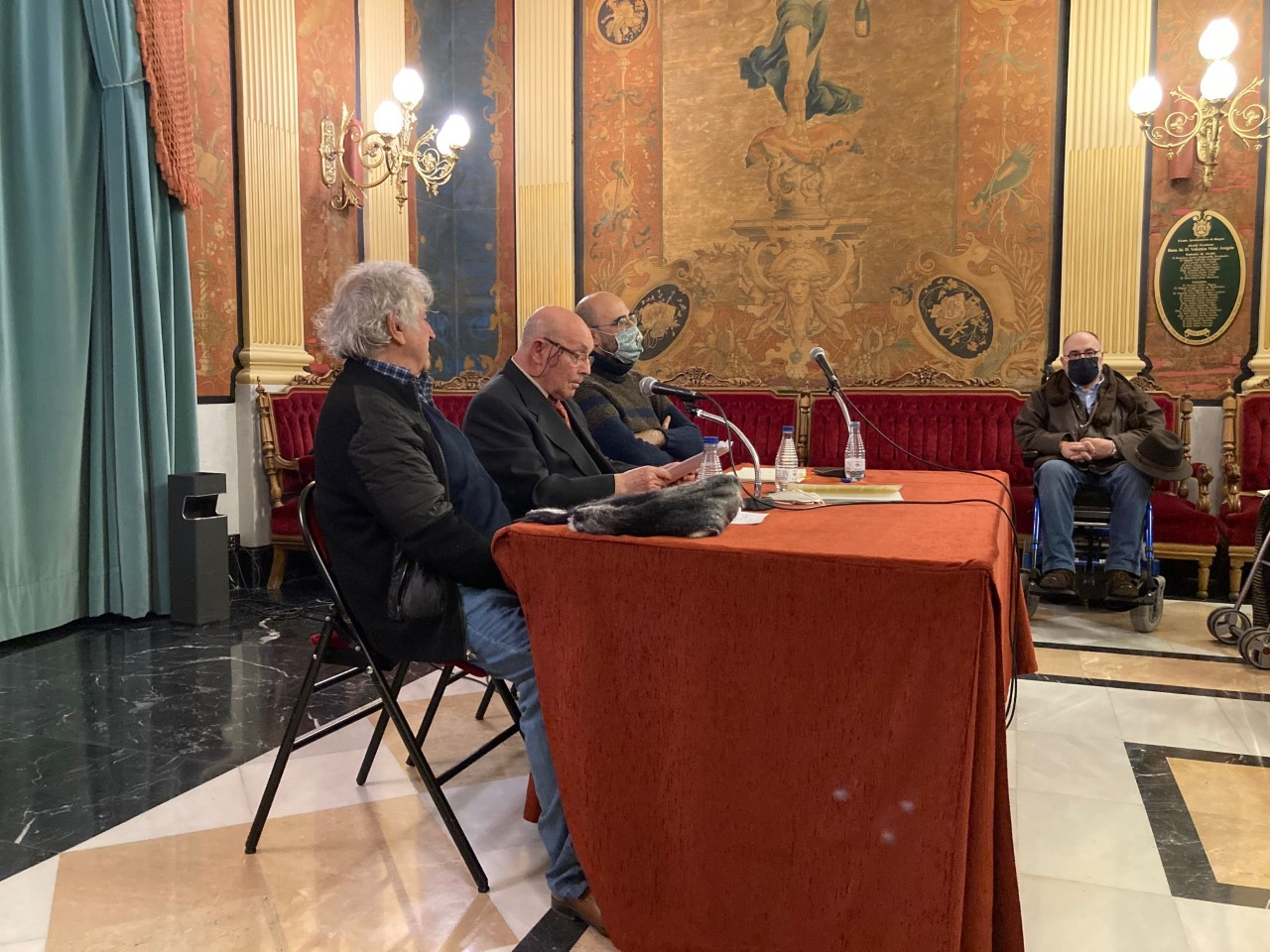
Recital del poeta Antolín Iglesias Páramo en el Salón Rojo de Burgos del Teatro Principal de Burgos, en las Lecturas poéticas en homenaje a Jorge Villalmanzo (13 de noviembre de 2021)

Desde 2012 se celebran anualmente, bien en el Salón Rojo o en la Sala Polisón, las Lecturas Literarias en recuerdo de Jorge Villalmanzo, con el recital de un poeta relevante. El primero fue Antonio Carvajal y, en años sucesivos, le siguieron Esperanza Ortega, Tomás Sánchez Santiago, Pilar Adón,  Ana Rossetti, Olvido García Valdés, José Gutiérrez Román, Antonio Praena, Antolín Iglesias Páramo,  Care Santos y Eliseo González.
En 2020 no se celebraron las lecturas debido a la epidemia de coronavirus.

## Actividades extraordinarias
La Sala Polisón acogió el primer congreso de artes escénicas de Castilla y León organizado por ARTESA y la unión de actores de Castilla y León. Este acto reunió a muchos profesionales de las artes escénicas de muchos sectores; políticos, directores de teatros públicos y privados, actores, productores, distribuidores y periodistas. Fue la primera vez que todos estos profesionales se juntaron en un ferro común para reflexionar a cerca de las artes escénicas. 
Los premios nacionales de teatro y circo del año 2000 se entregaron a la Sala Polisón del Teatro Principal en un acto presidido entonces por el secretario de cultura Luis Alberto de Cuenca. 
El 18 de febrero de 2004 se grabó por Televisión Española en el Teatro Principal la gala “El Camino de Santiago, calle mayor de Europa” que emitió la primera cadena de esa emisora el 13 de abril de ese año. Sus presentadores fueron Anne Igartiburu y Josema Yuste.
El 9 de septiembre de 2003 coincidiendo con el paso de la Vuelta Ciclista a España por Burgos se retransmitió el programa El Larguero de la Cadena Ser desde el teatro. 
Hasta el año 2004, el Diario de Burgos organizó en el Teatro Principal la gala de entrega de los premios Martinillos, con los que se reconoce a personas relevantes en el último año en Burgos.
Entrega de premios en la Gala Nacional de Deporte en el año 2003. 
El 8 de mayo de 2006 los reyes Juan Carlos y Sofía presidieron la celebración del día mundial de la Cruz Roja y la Media Luna Roja.

## Medallas del teatro
Con la reapertura del Teatro en 1997, el Ayuntamiento que presidía Valentín Niño decidió crear unas distinciones honoríficas que sirvieron de reconocimiento para personalidades que, los campos de artes escénicas y de la música, tuvieron una larga trayectoria y que tuvieran una especial significación en la vida de este teatro: las Medallas de Oro y Plata del Teatro principal. Dichas medallas fueron fundidas por la Casa de la Moneda. La primera persona en llevarse una Medalla de Oro fue la infanta Cristina de Borbón. Pocos días después, José Tamayo recibió la medalla de plata del teatro, con motivo de la presencia de su Compañía Lírica en los actos inaugurales. Dos años después, el galardonado fue el director de orquesta Rafael Frühbeck de Burgos; en este caso, el alcalde que entregó la medalla fue Ángel Olivares.